# Lázaro Chiappe
Lázaro Alberto Chiappe (Goya, 15 de noviembre de 1936-Goya, 8 de mayo de 2024) fue un abogado y político argentino del Partido Liberal de Corrientes. Se desempeñó como vicegobernador de la provincia de Corrientes entre 1993 y 1995 y como senador nacional por la misma provincia entre 2001 y 2003.

## Biografía
Abogado de Goya (Corrientes), en política adhirió al Partido Liberal de Corrientes (PLCo), del cual se desempeñó como presidente de su comité ejecutivo desde 2002.
Con el PLCo integrando el Pacto Autonomista - Liberal, en las elecciones provinciales de 1991 fue candidato a vicegobernador de Corrientes, acompañando a Raúl Rolando Romero Feris (del Partido Autonomista). Si bien la fórmula ganó por el voto popular, no fue suficiente para ser investida por el colegio electoral y la provincia fue intervenida en 1992.
Tras una reforma constitucional, se realizaron nuevas elecciones provinciales en 1993, sin colegio electoral, repitiéndose la fórmula Romero Feris-Chiappe del Pacto Autonomista - Liberal, siendo elegidos con el 47,73% de los votos. El mandato se extendía hasta 1997, pero Chiappe renunció al cargo de vicegobernador en marzo de 1995, en un contexto de quiebre del Pacto Autonomista - Liberal, retirándose luego todo el PLCo del gobierno provincial. En la vicegobernación, fue reemplazado sucesivamente por Hugo Mancini y Luis M. Diaz Colodrero, vicepresidentes del Senado provincial, hasta el fin del período.
En las elecciones legislativas de 2001, fue elegido senador nacional por la provincia de Corrientes, en la lista de la Alianza Frente de Todos entre el PLCo y la Unión Cívica Radical. Le correspondió un mandato de dos años, hasta 2003. Integró como vocal las comisiones de Seguridad Interior y Narcotráfico; de Industria y Comercio; de Trabajo y Previsión Social; de Sistemas, Medios de Comunicación y Libertad de Expresión; y de Agricultura, Ganadería y Pesca.